# Мравља киселина
Мравља киселина (или метанска киселина) је најједноставнија карбоксилна киселина. Њена формула је OH или . Значајна је као посредник хемијске синтезе и јавља се у природи, најчешће у отрову пчеле или жаоци мрава као и у копривама.
У природи се налази у жаокама многих инсеката реда Hymenoptera, углавном мрава.
Такође је значајан производ сагоревања возила са алтернативним горивом у којима се метанол сагорева. Назив „формијатна киселина“ је изведен из латинске речи која значи мрав (formica) због тога што се некада изоловала дестилацијом тела мрава. Хемијско једињење као со добијена неутрализацијом мравље киселине базом или естар добијен из мравље киселине се означава као формијат (или метаноат). Формијатни јон има формулу HCOO−.

## Својства
Мравља киселина се може растворити у води као и у многим поларним органским растварачима. Делимично је растворна и у угљоводоницима. Када је растворена у угљоводоницима или када је у фази паре, изграђена је од димера везаних заједно водоничним везама. У фази гаса, због присуства водоничних веза веома одступа од идеалног гасног закона. Течна и чврста мравља киселина се састоји од молекула везаних водоничном везом.

## Реакције
Мравља киселина има сличне особине као и друге карбоксилне киселине иако при нормалним условима не формира ни ацил-хлорид ни анхидрид. Сви покушаји да се ово уради нису били успешни све док Џорџ Олах није 1979. године објавио четири успешне методе. Једна се састојала из реакције формил-флуорида са натријум-формијатом. За друге три било је потребно користити дехидратационе агенсе. Формијатни анхидрид је само стабилан у раствору етра, а разлаже се при покушају изоловања.
Топлота такође узрокује да се мравља киселина разложи на угљен-моноксид и воду. Мравља киселина дели неке редукционе особине алдехида.
Мравља киселина је јединствена због тога што је једина киселина која може да се адира на алкене. Мравља киселина и алкени одмах реагују да би наградили формијатни естар. У присуству одређених киселина (сумпорна, флуороводонична...), једна варијанта Кохове реакције се одиграва уместо тога, и добија се једна виша карбоксилна киселина.
Најједноставнији формијати су растворни у води.

## Добијање
Значајна количина мравље киселине се добија као међупроизвод у производњи других хемикалија (нпр. сирћетна киселина). Оваква производња је недовољна да задовољи тренутну тражњу за мрављом киселином, тако да се мравља киселина мора производити баш са тим циљем.
Када су метанол и угљен-моноксид спојени у присуству јаке базе, дериват мравље киселине метил-формијат се награди, према реакцији:
У индустрији, ова реакција се одвија у течној фази при повишеном притиску. Типични услови за реакцију су 80 ° и 40 atm. Најшире коришћена база је натријум-метоксид (натријум-метанолат). Хидролиза метил-формијата награђује мрављу киселину:
Директна хидролиза метил-формијата захтева огроман извор воде да би реакција текла ефикасно. Неки произвођачи изводе је индиректним путем реагујући метил-формијат прво са амонијаком да би се наградио формамид, након чега хидролизују формамид са сумпорном киселином да би се наградила мравља киселина:
Ова техника има својих проблема, највише због тога што је незгодно рециклирати амонијум-сулфат.
Лабораторијски, мравља киселина се може добити загревањем оксалне киселине у анхидрованом глицеролу и екстракцијом помоћу парне дестилације. Још један начин (који се мора изводити под капелом) је кисела хидролиза етил-изонитрила користећи раствор .
Изонитрил се може добити реакцијом етил-амина са хлороформом (капела је само потребна због веома јаког мириса изонитрила).

## Употребе
Главна употреба мравље киселине је као антибактеријски агенс у прехрани стоке. Када се прска на свежу сламу, узрокује да се нутритивна вредност дуже задржи, и због тога се користи да би се храна сачувала преко зиме за прехрану крава. Друге употребе:
- Користи се за претварање органског латекса у сирову гуму.
- Пчелари користе мрављу киселину као инсектицид против Acarapis woodi ваши и Varroa ваши.
- Од мање је важности у текстилној индустрији и за штављење коже.
- Неки формијатни естри се користе за вештачке ароме парфема.
- Битнији је састојак у течности за уклањање каменца.
- Користи се у лабораторијама за клиничку патологију да би дезинфиковала активност приона у узорцима мозга.

У органској синтези, мравља киселина се често користи као извор хидридног јона. У Ешвајлер-Кларковој реакцији и у Леукарт-Валаховој реакцији мравља киселина има управу ту улогу.
У лабораторији, мравља киселина се такође користи као извор за угљен-моноксид, који се ослобађа адицијом сумпорне киселине.

## Историја
Неки алхемичари и природњаци су били свесни да су мравињаци давали киселе паре чак у 15. веку. Прва особа која је описала изолацију ове супстанце (дестилацијом огромног броја мрава) је био енглески природњак Џон Реј 1671. године. Мрави луче мрављу киселину у сврхе напада и одбране. Мрављу киселину је прву синтетисао француски хемичар Џозеф Геј-Лисак. 1855. године још један француски хемичар, Марселин Бертело, је развио синтезу из угљен-моноксида која је слична данашњој.
Мравља киселина је дуго разматрана као хемијско једињење веома малог значаја у хемијској индустрији. Било како било, значајне количине ове киселине постале су доступне као међупроизвод у производњи сирћетне киселине.

## Сигурност
Главна опасност од мравље киселине је додир са кожом и очима када је она у течном стању или када су у питању њене паре. Било који од ових изложења узрокују значајније хемијске ране а изложеност ока резултује у трајним штетним последицама. Удахнуте паре такође моку шкодити дисајном тракту.
Мравља киселина се константно метаболише и елиминише из тела. Насупрот томе, има специфичне токсичне ефекте: мравља киселина и формалдехид добијени синтезом метанола су одговорни за штету на оптичком нерву што заправо узрокује слепило. Неки хронични ефекти изложености мрављој киселини су документовани.
Непогодности раствора мравље киселине зависе од концентрације. Следећа табела илуструје EU класификацију раствора мравље киселине:
| концентрација (масени удео) | Класификација | R-фраза |
| --------------------------- | ------------- | ------- |
| 2%–10%                      | Иритантно(Xi) | R36/38  |
| 10%–90%                     | Корозивно(C)  | R34     |
| >90%                        | Корозивно(C)  | R35     |